# Conescharellina lunata
Conescharellina lunata är en mossdjursart som beskrevs av Canu och Bassler 1929. Conescharellina lunata ingår i släktet Conescharellina och familjen Biporidae. Utöver nominatformen finns också underarten C. l. elongata.